# Српска гарда
Српска гарда је била паравојна формација Српског покрета обнове (СПО), формирана 4. јуна 1991. под командом Ђорђа Божовића Гишке и Бранислава Матића Белог. Поједини извори наводе да је кроз њене редове прошло око 40.000 људи, махом чланова СПО, али за то нема веродостојних података и тај број је највероватније претеран. Учествовала је у ограниченом броју у ратним сукобима у Хрватској и БиХ у другој половини 1991. и почетком 1992. године. Јединица се распала почетком 1992. године након сукоба командне структуре са руководством СПО и колективне оставке команде.

## Настанак
Пре оснивања Српске гарде, Ђорђе Божовић и Бранислав Матић су били блиско повезани са СПО. Вук Драшковић је користио услуге припадника београдског подземља као својих личних телохранитеља и они су се у твом својству појавили на демонстрацијама 9. марта 1991. против Милошевића.
Након ескалације сукоба у Хрватској у пролеће 1991, Вук Драшковић је 4. јуна 1991. предложио Божовићу и Матићу оснивање „српске војске” која ће бранити српско становништво. Божовић и Матић су то прихватили и понудили да финансирају војску својим средствима. Првобитно је било предвиђено да се у јединицу примају само старији од 27 година, али је ова одлука убрзо измењена, са образложењем да „свако ко је пунолетан има право да брани српство”. Добровољци су регрутовани углавном од чланова и симпатизера СПО. Кандидати за чланство су након психолошке процене и доказивања да немају криминалну прошлост упућивани у логоре за обуку у близини Београда, као и у логор Савача у близини Борског језера. Ово је изазвало доста контроверзи, јер је било општепознато да управо њени оснивачи имају богату криминалну прошлост.

## Сукоби са властима Србије
Према Закону о народној одбрани, који је Скупштина Србије усвојила 18. јула 1991, прецизирано је да се државна војска може допуњавати добровољцима, али је и зацртана забрана формирања посебних снага. За оне који би упркос забрани, ипак организовали паравојску, била је предвиђена казна од 60 дана затвора.
На ову забрану Српска гарда је одговорила саопштењем:
| „ | Никаквим законом који је изгласао комунистички парламент не може се сузбити одлучност српске омладине да Србија добије српску војску које ће бити неидеолошка, изванредно обучена и предвођена способним командантима. | ” |

Дана 4. августа 1991. испред своје куће у Београду убијен је једна од оснивача Гарде, Бранислав Матић Бели. Убице никада нису пронађене. Само дан касније, уследио је неуспели покушај хапшења Ђорђа Божовића Гишке у београдском хотелу Славија. МУП је нешто касније издао саопштење да је „у питању била рутинска полицијска акција у борби против криминала”.
МУП Србије је у више наврата спречавао добровољце Српске гарде да пређу Дунав како би отишли у Хрватску.

## Ратна дејства и распад
Почетком септембра 1991. формације Српске гарде прелазе у Хрватску и сместа се укључују у ратна дејства. У једном од првих сукоба у близини Госпића 15. септембра 1991. гине Ђорђе Божовић  Гишка, а команду над јединицом преузима његов заменик Бранислав Лаиновић Дуги, који веома брзо долази у сукоб са Вуком Драшковићем и заједно са својим штабом напушта јединицу у децембру исте године. Формација је након борби у Хрватској 1991. учествовала и у сукобима у источној Босни и Херцеговини почетком 1992. Недуго након тога јединица се осула, а њени чланови су се вратили у Србију или су прешли у друге паравојне формације. Јединица је остала упамћена углавном по коректном понашању и доброј дисциплини, и за њу се не везују пљачке и злочини.
Вук Драшковић је у говору на сахрани Ђорђа Божовића Гишке, Српску гарду описао као „војску душе девојачке, понашања свештеничкога, а срца Обилића”.

## Честа заблуда
Иако је често мешају са Српском добровољачком гардом Жељка Ражнатовића Аркана, „Српска гарда” СПО-а са њом није имала никакве везе.